# Гули (Хмельницкий район)
Гули (укр. Гулі) — село на Украине, находится в Хмельницком районе Винницкой области.
Код КОАТУУ — 0524884503. Население по переписи 2001 года составляет 8 человек. Почтовый индекс — 22054. Телефонный код — 4338.
Занимает площадь 0,18 км².

## Адрес местного совета
22054, Винницкая область, Хмельницкий р-н, с. Лозовая, ул. Ленина, 25а